# Willi Voss (Maler)
Willi Voss (* 16. Dezember 1902 in Hamburg; † 19. April 1973 ebenda) war ein deutscher Maler.

## Leben
Voss, ein Fabrikarbeiter, war als Maler und Zeichner ein Autodidakt. Er gilt als Vertreter des expressiven Realismus. Seit früher Jugend malerisch tätig, erhielt er 1936 ein Stipendiat der Amsinck-Stiftung, das er für eine Studienreise verwendete. Er war vor 1933 und seit 1953 Mitglied der Hamburgischen Künstlerschaft sowie des Kleinen Hamburger Künstlerrings. Von 1940 bis 1947 war er Soldat und danach in Kriegsgefangenschaft. Er malte in der Tradition des Pleinairismus. Seine Bilder zeichnen sich durch eine Intensität des visuellen und gefühlsmäßigen Erlebens der heimischen Landschaft aus, wobei ein selbständiges Farbgewebe die Realität der Bilder zunehmend überlagert. Er arbeitete viel mit dem Spachtel. Seine Motive waren überwiegend Hamburger Ansichten wie die Hamburger Altstadt, Billwerder, der Hafen, der Fischmarkt, die Zollstrasse in Wandsbek, die Parks von Blankenese und die Fischbeker Heide sowie Stillleben.
Die verwaiste Grabstätte von Willi Voss befindet sich auf dem Friedhof Ohlsdorf nahe Kapelle 10.